# Pedro Vaca
Pedro Antonio Vaca Montero (nascido em 22 de abril de 1961) é um ex-ciclista boliviano.

## Olimpíadas
Participou, representando a Bolívia, dos Jogos Olímpicos de Verão de 1992 em Barcelona, onde disputou duas provas do ciclismo de pista.